# 77e British Academy Film Awards
De 77e BAFTA Film Awards werden op 18 februari 2024 uitgereikt in de Royal Festival Hall in Londen. De prijsuitreiking werd gepresenteerd door David Tennant.
Op 5 januari 2024 maakte de BAFTA na de eerste stemronde de longlists bekend, een lijst van films en filmmakers die kans maken op een nominatie. De nominaties zelf werden op 18 januari bekendgemaakt door Kingsley Ben-Adir en Naomi Ackie.

## Winnaars en genomineerden
De winnaars staan bovenaan in vet lettertype.

### Beste film
- Oppenheimer
  - Anatomy of a Fall
  - The Holdovers
  - Killers of the Flower Moon
  - Poor Things

### Beste regisseur
- Oppenheimer – Christopher Nolan
  - All of Us Strangers – Andrew Haigh
  - Anatomy of a Fall – Justine Triet
  - The Holdovers – Alexander Payne
  - Maestro – Bradley Cooper
  - The Zone of Interest – Jonathan Glazer

### Beste originele scenario
- Anatomy of a Fall – Justine Triet en Arthur Harari
  - Barbie – Greta Gerwig en Noah Baumbach
  - The Holdovers – David Hemingson
  - Maestro – Bradley Cooper en Josh Singer
  - Past Lives – Celine Song

### Beste bewerkte scenario
- American Fiction – Cord Jefferson
  - All of Us Strangers – Andrew Haigh
  - Oppenheimer – Christopher Nolan
  - Poor Things – Tony McNamara
  - The Zone of Interest – Jonathan Glazer

### Beste vrouwelijke hoofdrol
- Emma Stone – Poor Things
  - Fantasia Barrino – The Color Purple
  - Sandra Hüller – Anatomy of a Fall
  - Carey Mulligan – Maestro
  - Vivian Oparah – Rye Lane
  - Margot Robbie – Barbie

### Beste mannelijke hoofdrol
- Cillian Murphy – Oppenheimer
  - Bradley Cooper – Maestro
  - Colman Domingo – Rustin
  - Paul Giamatti – The Holdovers
  - Barry Keoghan – Saltburn
  - Teo Yoo – Past Lives

### Beste vrouwelijke bijrol
- Da'Vine Joy Randolph – The Holdovers
  - Emily Blunt – Oppenheimer
  - Danielle Brooks – The Color Purple
  - Claire Foy – All of Us Strangers
  - Sandra Hüller – The Zone of Interest
  - Rosamund Pike – Saltburn

### Beste mannelijke bijrol
- Robert Downey jr. – Oppenheimer
  - Robert De Niro – Killers of the Flower Moon
  - Jacob Elordi – Saltburn
  - Ryan Gosling – Barbie
  - Paul Mescal – All of Us Strangers
  - Dominic Sessa – The Holdovers

### Uitzonderlijke Britse film
- The Zone of Interest
  - All of Us Strangers
  - How to Have Sex
  - Napoleon
  - The Old Oak
  - Poor Things
  - Rye Lane
  - Saltburn
  - Scrapper
  - Wonka

### Uitzonderlijk debuut van een Britse schrijver, regisseur of producent
- Earth Mama – Savanah Leaf (schrijver, regisseur, producent), Shirley O'Connor (producent), Medb Riordan (producent)
  - Blue Bag Life – Lisa Selby (regisseur), Rebecca Lloyd-Evans (regisseur, producent), Alex Fry (producent)
  - Bobi Wine: The People's President – Christopher Sharp (regisseur) (ook geregisseerd door Moses Bwayo)
  - How to Have Sex – Molly Manning Walker (schrijver, regisseur)
  - Is There Anybody Out There? – Ella Glendining (regisseur)

### Beste niet-Engelstalige film
- The Zone of Interest
  - 20 Days in Mariupol
  - Anatomy of a Fall
  - Past Lives
  - Society of the Snow

### Beste documentaire
- 20 Days in Mariupol
  - American Symphony
  - Beyond Utopia
  - Still: A Michael J. Fox Movie
  - Wham!

### Beste animatiefilm
- The Boy and the Heron
  - Chicken Run: Dawn of the Nugget
  - Elemental
  - Spider-Man: Across the Spider-Verse

### Beste originele muziek
- Oppenheimer – Ludwig Göransson
  - Killers of the Flower Moon – Robbie Robertson
  - Poor Things – Jerskin Fendrix
  - Saltburn – Anthony Willis
  - Spider-Man: Across the Spider-Verse – Daniel Pemberton

### Beste casting
- The Holdovers – Susan Shopmaker
  - All of Us Strangers – Kahleen Crawford
  - Anatomy of a Fall – Cynthia Arra
  - How to Have Sex – Isabella Odoffin
  - Killers of the Flower Moon – Ellen Lewis en Rene Haynes

### Beste cinematografie
- Oppenheimer – Hoyte van Hoytema
  - Killers of the Flower Moon – Rodrigo Prieto
  - Maestro – Matthew Libatique
  - Poor Things – Robbie Ryan
  - The Zone of Interest – Łukasz Żal

### Beste montage
- Oppenheimer – Jennifer Lame
  - Anatomy of a Fall – Laurent Sénéchal
  - Killers of the Flower Moon – Thelma Schoonmaker
  - Poor Things – Yorgos Mavropsaridis
  - The Zone of Interest – Paul Watts

### Beste productieontwerp
- Poor Things – Shona Heath, James Price en Zsuzsa Mihalek
  - Barbie – Sarah Greenwood en Katie Spencer
  - Killers of the Flower Moon – Jack Fisk en Adam Willis
  - Oppenheimer – Ruth De Jong en Claire Kaufman
  - The Zone of Interest – Chris Oddy, Joanna Maria Kuś en Katarzyna Sikora

### Beste kostuumontwerp
- Poor Things – Holly Waddington
  - Barbie – Jacqueline Durran
  - Killers of the Flower Moon – Jacqueline West
  - Napoleon – Dave Crossman en Janty Yates
  - Oppenheimer – Ellen Mirojnick

### Beste grime en haar
- Poor Things – Nadia Stacey, Mark Coulier en Josh Weston
  - Killers of the Flower Moon – Kay Georgiou en Thomas Nellen
  - Maestro – Sian Grigg, Kay Georgiou, Kazu Hiro en Lori McCoy-Bell
  - Napoleon – Jana Carboni, Francesco Pegoretti, Satinder Chumber en Julia Vernon
  - Oppenheimer – Luisa Abel, Jaime Leigh McIntosh, Jason Hamer en Ahou Mofid

### Beste geluid
- The Zone of Interest – Johnnie Burn en Tarn Willers
  - Ferrari – Angelo Bonanni, Tony Lamberti, Andy Nelson, Lee Orloff en Bernard Weiser
  - Maestro – Richard King, Steve Morrow, Tom Ozanich, Jason Ruder en Dean Zupancic
  - Mission: Impossible – Dead Reckoning Part One – Chris Burdon, James H. Mather, Chris Munro en Mark Taylor
  - Oppenheimer – Willie Burton, Richard King, Kevin O'Connell en Gary A. Rizzo

### Beste visuele effecten
- Poor Things – Simon Hughes
  - The Creator – Jonathan Bullock, Charmaine Chan, Ian Comley en Jay Cooper
  - Guardians of the Galaxy Vol. 3 – Theo Bialek, Stephane Ceretti, Alexis Wajsbrot en Guy Williams
  - Mission: Impossible – Dead Reckoning Part One – Neil Corbould, Simone Coco, Jeff Sutherland en Alex Wuttke
  - Napoleon – Henry Badgett, Neil Corbould, Charley Henley en Luc-Ewen Martin-Fenouillet

### Beste Britse korte animatie
- Crab Day
  - Visible Mending
  - Wild Summon

### Beste Britse korte film
- Jellyfish and Lobster
  - Festival of Slaps
  - Gorka
  - Such a Lovely Day
  - Yellow

## Films met meerdere nominaties
De volgende films ontvingen meerdere nominaties:
| Nominaties | Film                                          | Awards |
| ---------- | --------------------------------------------- | ------ |
| 13         | Oppenheimer                                   | 7      |
| 11         | Poor Things                                   | 5      |
| 9          | Killers of the Flower Moon                    |        |
| 9          | The Zone of Interest                          | 3      |
| 7          | Anatomy of a Fall                             | 1      |
| 7          | The Holdovers                                 | 2      |
| 7          | Maestro                                       |        |
| 6          | All of Us Strangers                           |        |
| 5          | Barbie                                        |        |
| 5          | Saltburn                                      |        |
| 4          | Napoleon                                      |        |
| 3          | How to Have Sex                               |        |
| 3          | Past Lives                                    |        |
| 2          | 20 Days in Mariupol                           | 1      |
| 2          | The Color Purple                              |        |
| 2          | Mission: Impossible – Dead Reckoning Part One |        |
| 2          | Rye Lane                                      |        |
| 2          | Spider-Man: Across the Spider-Verse           |        |

## BAFTA Fellowship
- Samantha Morton[4]

## Rising Star Award
Publieksprijs voor meest veelbelovende acteertalent
- Mia Mckenna-Bruce
  - Phoebe Dynevor
  - Ayo Edebiri
  - Jacob Elordi
  - Sophie Wilde

## Uitzonderlijke Britse bijdrage aan de cinema
- June Givanni[5]